# Скитови на Светој гори
Скитови на Светој гори  су мале заједница монаха, односно мали манастир, или само неколико келија монаха, у којима монаси који желе да нешто постигну вежбом и муком живе аскетски. Светогорски скитови којих има велики број  претежно се налазе на теже приступачним местима планине Атос.  Некада је на Светој гори било више десетина скитова да би до данас њихов број спао на свега десетак од којих неки једва егзистирају.

## Општа разматрања
Скит (од речи аскета) (грч. ασκητής - онај који нешто постиже вежбом и муком) је заједница монаха, или келија у којим се живи аскетски, и зато се они означавају као међукатегорија између келија и манастира.
Најчешће скитове чини већи број колиба или келија које се налазе под заједничком управом дикеја (δίκαιος – судија). Скитови изграђени у 19. веку изгледом подсећају више на манастире, поседују велике зграде и огромне храмове, а живот у њима био је организован на принципу општежића.
На Светој гори многи од скитова су се временом развили у заједнице равне, па чак и веће од манастира. Раније их је било веома много, а данас их је десетак и већина их је по величини изједначена са манастирима.
Правни положај скитова  на Светој гори
Заједно са манастирима и манастирске подручне установе (скитови, келије итд.) без обзира на фактичке разлике имају идентичан правни положај: не поседују правни субјективитет и у потпуности су зависни од манастира којем припадају. Према томе у организационом смислу скитови на Светој гори нису самостални већ припадају неком од светогорских манастира.
Скупштина светогорских игумана 1924. године донела је и данас важећу Конституционалну повељу Христу засновану на хрисовуљама византијских царева, ферманима турских султана и сигилијма екуменских (цариградских) патријараха, која је за вечита времена потврдила коначан број од двадесет манастира и њихов редослед (чл.1), по којој: ни један скит не може бити промовисам у манастир, без обзира на величину и значај.
Најпознатији и највећи скитови, од 12 колико их има, су Скит Светог Андрије, Нови Скит, Скит Свете Ане, Скит Пророка Илије, Скит Светог Јована Претече, Скит Лаку.

## Историја
Током 10 и 11. века, монаштво Света гора је у сталном процвату и успону, и овај световни комплекс се из године у годину обогаћује духовношћу, монасима, манастирима, искушеницима - скитовима. По подацима из Мономаховог типика из 1048.год., Света гора је имала око 180 манастира и велики број скитова. Током 12. века стари манастири се дограђују, а ничу и нови манастири тако да их је било до 300 великих и малих.
Са снажењем светиња успостављена је светогорска независност од држава и цркава. Хијерархија хришћанских заједница на Атосу, која датира из 16. века, до данас се није мењала.
Данас је 20 преосталих светогорских манастира административно груписано у пет група, са својим монашким братствима, у рангу су од броја 1 до 20. Поред манастира Света гора је препуна и монашких станишта међу којима су, одмах иза манастира, следећи по рангу светогорски скитови, па потом следе бројне келије и испоснице.
Некада је на Светој гори било више десетина скитова да би до данас њихов број био сведен на свега десетак од којих неки једва егзистирају. Сваки од скитова административно припада једном од назива Акитис јер су управо ови подвижници формирали прве овакве монашке заједнице.

## Опште карактеристике светогорских скитова
Светогорски скитови по свом архитектонском изгледу представљају скуп келија које су се у неким случајевима проширили до размера манастира. Тако је нпр. Светоандрејски скит покрај Кареје већи је од многих манастира, али је и поред тога  у рангу скита. Преобраћање скитова у манастире апсолутно је забрањено.
У скитовима живе мања монашка братства којима управља Дикеј (дикастис на Грчком језику судија) са својим помоћницима. Чланови братства скита имају заједничку цркву Киријакон за заједничка богослужења. Поред тога свака келија поседује сопствену капелу. Монах у скиту дужан је да од дана пострига доживотно остане код свога старца (духовника). Односи старца према послушнику јесу односом духовног оца према сину.
Сваки скит има печат са својим именом и именом манастира - власника. Важни послови скита износе се пред сабор стараца, а за њих је потребно и одобрење манастира - власника. Сваки скит дужан је да се држи реда који му је прописан, да чува везе своје зависности са манастиром - власником и надгледа односе својих отаца према манастиру - власнику.
Највише светогорских скитова и келија лоциран је у пределу око Атоса који носи уопштени назив Светогорска пустиња. До њих је тешко доћи јер им се келије налазе на неприступачним местима, без дивљих путева и стаза, а код неких келиота приступ је могућ само дрвеним мердевинама и уз помоћ ланца за спуштање.
У свакој од келија скита, колибама и пећинама живе испосници, исихасти, анахорети или једноставно – пустињаци, како их најчешће називају. Посебан сој људи који је уз благослов манастира, отишао у осаму да се у веома строгом режиму живота подвизава по узору на знамените светогорске калуђере који су увршћени у ред светаца.

У скиту су они усредсређени на индивидуалну молитву и мистично виђење Бога, веома мало једу, још мање спавају, а бесконачно у себи понављају Христову молитву: 
| „ | Исусе Христе, сине Божији, помилуј мене грешног | ” |

 Окружени миром и тишином, окупани светлошћу сунца, доживљавају визије сусрета са Богом и свецима.
А када коначно стигнете до пустињакове келије, дуго ћете стајати пред вратима док вам их не отвори, јер је њихово гесло да се само упорнима отварају врата. Пустињаци радо примају госте и труде се да их најлепше што могу угосте, не скривајући притом радост што сте их посетили.

## Врсте скитова према унутрашњој организацији
Према организационој структуру скитови могу да буду општежитељни и идиоритмијски.
Идиоритмијски скит
Састоји од више келија које се налазе око централног храма. Иако свака келија има мали храм, сви монаси се ипак окупљају за недељне и празничне службе у главном или централном храму, док у осталим данима служе у малим храмовима (својим келијама).
Општежитељни скит
У општежитељним скитовима судија или праведник се назива игуманом, који врши службу доживотно и манастир одобрава његов избор.Зграда у овом скиту су попут манастирских али ова врста скитова никада не може да прерасте у манастир.

## Списак светогорских скитова
| Назив                      | Слика | Опис |
| -------------------------- | ----- | --- |
| Скит Пророка Илије         |       | Заједно са Светоилински скиомт удаљен је око сат хода од Кареје или пола сата хода од манастира Пантократора. Некада је то био руски скит, који је по величини и по броју монаха био је одмах иза скита Светог Андреје. Када је игуман Пајсије 1759. године формира скит он је био планиран за око 150 монаха. С обзиром да је то било време велике експанзије руских монаха на Свету гору, скит је настанило неколико пута више монаха од могућности, што је довело до презадужености скита и његовог гашења 1763. године. Након гашења скита игуман Пајсије, са око 100 монаха отишао је у Молдавију. Опустели скит 1841. године преузео је бугарски монах Пајсије, који је дуго живео у пределу Кавсокаливије. Он је успео да прилозима руске властеле, обнови манастир и убрзо је скит постао познат по духовном, али и економском процвату. Руска кнегиња Александра и адмирал Гловачев богатим прилозима изградили су већи број капела, велику трпезарију, болницу за монахе, штампарију, ливницу звона и машински млин по тада најсавременијој технологији. Дуго је овај скит био међу најбољима на Светој гори. По записима једног од монаха, од фебруара 1877. године, скит је поседовао чудотворну Богородицу Тихванскају како плаче. Мудри старци протумачили су плач као лош знак. И не задуго избили су нереди са Османлијама, а потом и Октобарска револуција, после које се угасише готово сви руски манастири на Светој гори. |
| Нови скит                  |       | Припада манастиру светог Павла, од кога је удаљен око пола сата хода, или на средокраћи између манастира Св. Павла и Скита Св. Ане. Делом је на заравни, а делом на обронку на западној страни атонског полуострва. У тридесетак станишта борави преко четрдесет монаха који се баве иконописањем, вајарством, златарством, узгајањем лимунова и баштованством. У горњем делу насеља откривене су старе претхришћанске гробнице, новчиће и грнчарију што указује на раније постојање старе насеобине. Нови Скит је основан 1760. године од стране молдавског монаха Данила. Из тог периода је и црква посвећена Богородичином рођењу. Кроз овај скит је прошло много познатих личности, што је оставило трага у библиотеци која располаже са око две стотине рукописних кодекса и пет стотина штампаних књига. |
| Скит Свете Ане             |       | Најпознатији је највећи и најстарији светогорски скит с почетка 11. века, који се први пут помиње у неком српском документу, пре свих од многобројних данашњих скитова. Заједно са скитом Мале Ане налази се у подножју Атоса у делу одакле почиње светогорска пустиња. Скит се налази на око 400 метара надморске висине и има преко педесет лепо уређених једноспратних и двоспратних кућа у којима живе по два или више монаха. До скита је некада било тешко доћи јер им се келије налазе на неприступачним местима, без дивљих путева и стаза, мада је данас прилаз нешто бољи. Првобитно је припадао Светом Павлу. Већину монаха скита чинили су Срби, у периоду када је он био српски. Окружен миром и тишином, окупани светлошћу сунца, монаси овог скита у њему доживљава визију сусрета са Богом и свецима. |
| Скит Светог Андреја        |       | Називају га Светоандрејски скит али и Сарај (палата на турском) због тога што је у време турске превласти у Грчкој овде било седиште аге, турског гувернера Свете горе. Припада манастиру Ватопед, а налази се на улазу у Кареју из правца луке Дафни. Делује импозантно јер је већи од многих светогорских манастира. Некада је овде боравило преко 800 руских монаха да би данас готово опустео. Доста зграда је у стању пропадања и препуштено зубу времена. Последњих година приметне су поправке и рестаурације. Главна црква посвећена светом Андреји завршена је 1900. године и до скора је представљала највећи православни храм на Балкану. Унутрашњост цркве краси величанствени позлаћени иконостас са два украшена реликвија и моштима седамдесет светаца. У скиту се чувају иконе Богородице Утешитељке, Богородице Милосрдне, Јована Крститеља, затим, икона Светог Андреја у белом злату, као и једна икона Богородице украшена са мноштвом разнобојног драгог камења. |
| Скит Мала Света Ана        |       | У овом светогорском светилишту почеци монашког живота датирају још од 1007. године. Због најезде гусара и пљачкаша, 1320. године монаси су напустили своја станишта у овом скиту, и на садашњој локацији с краја 17. и почетком 18. века основали данашњи скит. У њему духовним животом живео је Герасим Микраианитис, аутор многих црквених певања. Организационо припада манастиру Велика Лавра. |
| Скит Кавсокаливија         |       | Или Скит свете Тројице (грч. Σκήτη των Καυσοκαλυβίων, Σκήτη Αγίας Τριάδος) је православни идиоритмијски светогорски скит који је име добио по пустињаку Максиму који је живео у 16. веку. У овом егзотичном скиту данас живи тридесетак монаха који се баве иконографијом, дрводељством и осталим рукотворинама. Окружени миром и тишином, окупани светлошћу сунца, монаси овог скита и путници намерници у њему доживљавају визију сусрета са Богом и свецима. |
| Скит Светог Јована Претече |       | Познат и као Продром' (грч. Σκήτη Τιμίου Προδρόμου Ιβήρων) припада манастиру Велика Лаври и један је од светогорских скитоваа настањен румунским монасима. Настао је од мање келије 1820. године од од стране групе румунски монаха. Како за разлику од Срба, Руса и Бугара Румуни немају свој манастир на Светој гори, овај скит им служи за окупљање. Окружени миром и тишином, окупани светлошћу сунца, монаси овог скита и путници намерници у њему доживљавају визију сусрета са Богом и свецима. |
| Скит Светог Димитрија      |       | Један је од најстаријих светогроских скитова који је стар је преко хиљаду година. Припада манастиру Ватопед Окружени миром и тишином, окупани светлошћу сунца, монаси овог скита у њему доживљавају визију сусрета са Богом и свецима. Скит Светог Андреја данас је у пуној обнови и, с обзиром на свој положај у Кареји, место је где ходочасници веома радо бораве а братство врло радо прима све путнике намернике. |
| Скит Лаку                  |       | Лежи на североисточној страни Атоса, између Каракала и Велике Лавре, у ували по којој и носи назив (Лаккоу – Увала). Некада је припадао Амалфићанском манастиру да би по гашењу овог манастира, прешао у надлежност прота, у 14. веку, када је скит уступљен неком српском монаху, који није успео да одржи скит и он се поново гаси. Скит је потом уступљен Ватопеду па Светом Павлу у чијем је поседу са налази и данас. Највећи допринос развоју скита дали су Румуни који су изградили цркву и посветили је светом Димитрију. У свом саставу има преко 20, углавном запуштених станишта у којима живи само неколико монаха. |
| Скит Успења Богородичиног  |       | Познат и као Богородичин скит је руски православни општежитељни скит на Светог гори. У овом скиту данас живи осам монаха. Окружени миром и тишином, окупани светлошћу сунца, монаси овог скита и путници намерници у њему доживљавају визију сусрета са Богом и свецима. |